# 강동헌
강동헌(姜東憲, 1957년 7월 5일 경상남도 출생)은 대한민국의 기업인이다. 주로 미국에 줄자를 제조 및 수출하는 코메론(코스닥 상장사)의 대표이사 사장이다.한국도량과 두빅공업에서 각각 상무이사와 대표이사를 역임했다.

## 학력
- 영남상업고등학교 졸업
- 경상대학교 경영학과 졸업(경남의 거점국립대학교)

## 경력
- 한국도량 상무이사
- 두빅공업 대표이사
- 코메론 대표이사 사장(코스닥 상장)